# 토목지질학
토목지질학(土木地質學, engineering geology), 지질공학(地質工學)은 자연적으로 생긴 암석 및 흙 그리고 지표와 지하의 유체, 지질환경과 함께 유도된 물체와 작용의 상호작용을 연구하기 위한 응용지질학적 자료, 기술 및 원리의 학문이다. 토목공사와 관련된 실행에서 사용하기 위해 공학적 구조물의 계획, 설계, 시공, 운영 및 유지에 영향을 주는 지질요소들 그리고 지하수자원의 개발, 보호 및 개선 등이 충분히 인식되고, 해석되고 제공되고 있다. geological engineering, environmental geology, geotechnical engineering, earth science engineering, engineering geomorphology, geotechnology와 같이 다양한 이름이 존재한다.

## 같이 보기
- 지진공학
- 지반공학
- 지반 조사
- 수문지질학
- 광산공학
- 석유공학